# Paphia brassii
Paphia brassii är en ljungväxtart. Paphia brassii ingår i släktet Paphia och familjen ljungväxter.

## Underarter
Arten delas in i följande underarter:
- P. b. brassii
- P. b. serratifolia